# Falco femoralis
Il falco aplomado (Falco femoralis Temminck, 1822) è un uccello falconiforme della famiglia dei Falconidi.
Questo falco di medie dimensioni, originario delle Americhe, è particolarmente diffuso in Sudamerica. È stato noto per lungo tempo con il nome scientifico Falco fusco-coerulescens o Falco fuscocaerulescens, ma attualmente si ritiene che con questi nomi i naturalisti del passato volessero indicare il falco dei pipistrelli (F. rufigularis). Nella forma somiglia moltissimo a un lodolaio, tanto che in passato era noto anche come lodolaio pettoarancio. Aplomado è un insolito termine spagnolo che significa «di colore del piombo», e si riferisce alle zone grigio-azzurre del piumaggio; in un italiano piuttosto approssimativo, quindi, falco aplomado significherebbe «falco plumbeo». In spagnolo questa specie, oltre che come halcón aplomado, viene detta anche halcón fajado («falco fasciato», in riferimento alla caratteristica colorazione del piumaggio); in Brasile è nota come falcão-de-coleira.

## Descrizione

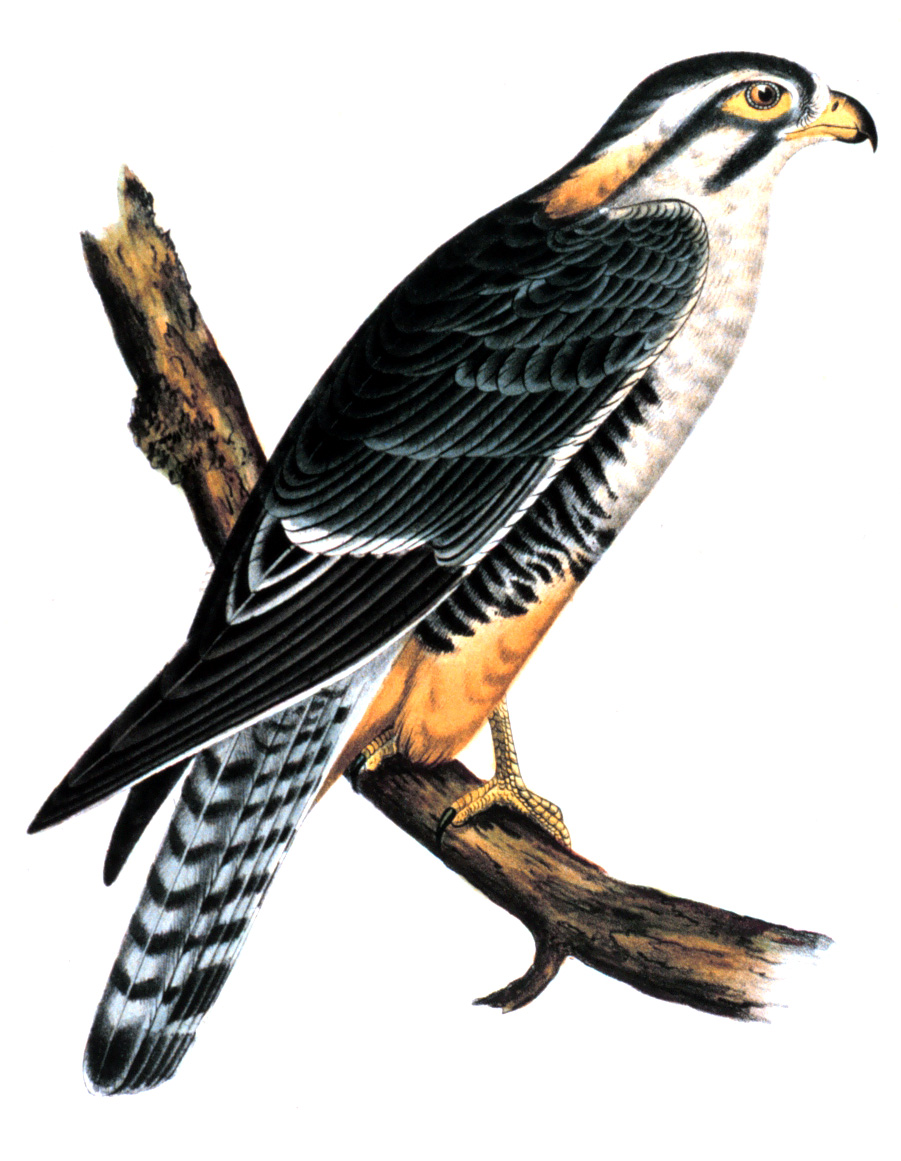
Il falco aplomado in un'illustrazione ottocentesca.

Il falco aplomado è un rapace molto snello, con ali e coda lunghe, delle dimensioni di un piccolo falco pellegrino (F. peregrinus), 30–40 cm di lunghezza e apertura alare di circa 90 cm, ma pesante solo la metà, 208–305 g nei maschi e 271–460 g nelle femmine. Negli esemplari adulti le regioni superiori, così come gran parte della testa, sono grigio-azzurro scuro; sono presenti anche i caratteristici «baffi» tipici di molti falchi, che contrastano notevolmente con il colore bianco della gola e del sopracciglio. Sulla parte superiore del petto prosegue il bianco della gola; ai lati della parte inferiore del petto vi sono due macchie nere che si uniscono tra loro nel mezzo; il ventre e le cosce, sotto le macchie nere, sono color cannella chiaro. La coda è nera, con sottili strisce bianche o grigie e la punta bianca. La cera, l'anello perioculare e le zampe sono gialli o giallo-arancio.
Tranne che per le dimensioni, superiori nelle femmine, i sessi sono simili. Gli esemplari giovani sono molto simili agli adulti, ma hanno le regioni superiori e le bande sul ventre marrone-nerastre, il petto striato di nero, il bianco della testa e del petto sostituito da un colore marroncino e il colore cannella delle regioni inferiori più chiaro, così come le zampe.
Questa specie può essere confusa con il falco dei pipistrelli (F. rufigularis) e con il falco pettoarancio (F. deiroleucus), che presentano regioni inferiori di un simile colore bianco-nero-ruggine, ma queste specie hanno una costituzione più simile a quella del falco pellegrino, la testa di colore nerastro e il ventre di un colore rossiccio più scuro. Queste ultime due specie vengono generalmente considerate appartenenti alla stessa linea evolutiva del falco aplomado. Le altre due specie americane del genere Falco, lo smeriglio (F. columbarius) e il gheppio americano (F. sparverius), sembrano essere più strettamente imparentate con il falco aplomado della maggior parte degli altri falchi, ma le relazioni tra tutte queste specie costituiscono ancora un enigma. Tutto quello che può essere affermato con certezza è che appartengono tutte alla radiazione olartica occidentale che si separò dagli altri falchi nel Miocene superiore, probabilmente intorno a 8-5 milioni di anni fa.

## Distribuzione e habitat
Il falco aplomado abita nelle praterie aride, nelle savane e nelle paludi. Il suo areale si estende dal Messico settentrionale e da Trinidad alle regioni meridionali del Sudamerica, ma è ormai scomparso da molte zone, comprese le regioni settentrionali e centrali del Messico, a eccezione di una piccola area dello Stato del Chihuahua. In generale, però, rimane una specie molto diffusa, tanto che la IUCN la classifica tra le specie «a rischio minimo».

## Biologia
Si nutre di grandi invertebrati e piccoli vertebrati, ma la maggior parte della sua dieta è costituita soprattutto da piccoli uccelli. Nelle aperte distese del cerrado e nelle praterie, gli stormi misti di uccelli lanciano richiami di allarme non appena riescono a individuare la presenza di questo falco; i piccoli uccelli, infatti, temono questa specie più di qualunque altro predatore. Spesso il falco aplomado viene visto al tramonto mentre va a caccia di insetti che consuma in volo. Così come molti altri falchi, è solito aggirarsi in prossimità degli incendi in cerca degli animali che fuggono dalle fiamme; sono stati registrati anche casi di esemplari che collaboravano nella caccia - solitamente membri di una coppia. In Brasile questi falchi sono stati visti seguire i crisocioni (Chrysocyon brachyurus) con lo scopo di catturare gli uccelli messi in fuga da questi canidi. Le prede catturate pesano generalmente da un quinto alla metà del falco, ma talvolta le femmine (di dimensioni maggiori del maschio) sono state viste catturare prede più grandi di loro, come aironi guardabuoi (Bubulcus ibis) o ciacialaca disadorni (Ortalis vetula).

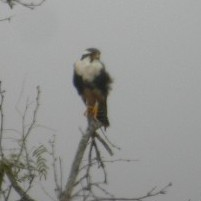
Un esemplare rilasciato in natura sull'Isola di Matagorda (Texas).

Il nido è costituito da una piattaforma di ramoscelli situata a qualsiasi altezza su arbusti o alberi. Vengono deposte due o tre uova.

## Tassonomia
Sono note le seguenti sottospecie:
- F. f. femoralis Temminck, 1822
- F. f. pichinchae Chapman, 1925
- F. f. septentrionalis Todd, 1916

## Conservazione
Fino agli anni '50 il falco aplomado viveva anche nelle estreme regioni sud-occidentali degli Stati Uniti; in quest'area, nel Texas occidentale e meridionale, sono però in corso vari programmi di reintroduzione. Già dagli anni '90, tuttavia, la specie aveva iniziato a ricolonizzare di nuovo il suo antico areale nel Texas occidentale e nel Nuovo Messico meridionale. Le prime prove documentate del ritorno del falco aplomado furono registrate nel Nuovo Messico nel 1991, e da allora il numero degli avvistamenti è cresciuto sempre più, tanto che nel 2002 furono visti anche tre esemplari che avevano da poco iniziato a volare. Gli avvistamenti e le attività di nidificazione continuano tuttora.
L'espandersi dei programmi di reintroduzione nell'area, però, sono stati anche in gran parte criticati, poiché da un punto di vista tecnico tutti i falchi aplomado del Nuovo Messico sono classificati come facenti parte di popolazioni «sperimentali» (cioè reintrodotte). Per questo motivo, pur ricevendo ancora protezione legale dalla caccia, non sono inseriti tra le specie protette dall'Endangered Species Act, che ne preserva l'habitat e le fonti di cibo. Si ritiene che la quasi totale scomparsa dagli Stati Uniti sia dovuta alla distruzione dell'habitat, che ha ostacolato la ricostituzione di una popolazione riproduttiva. Varie associazioni ambientali stanno ancora lottando per garantire la protezione totale per questa specie, così da non avallare il suo ripopolamento naturale e i programmi di reintroduzione.

## In falconeria

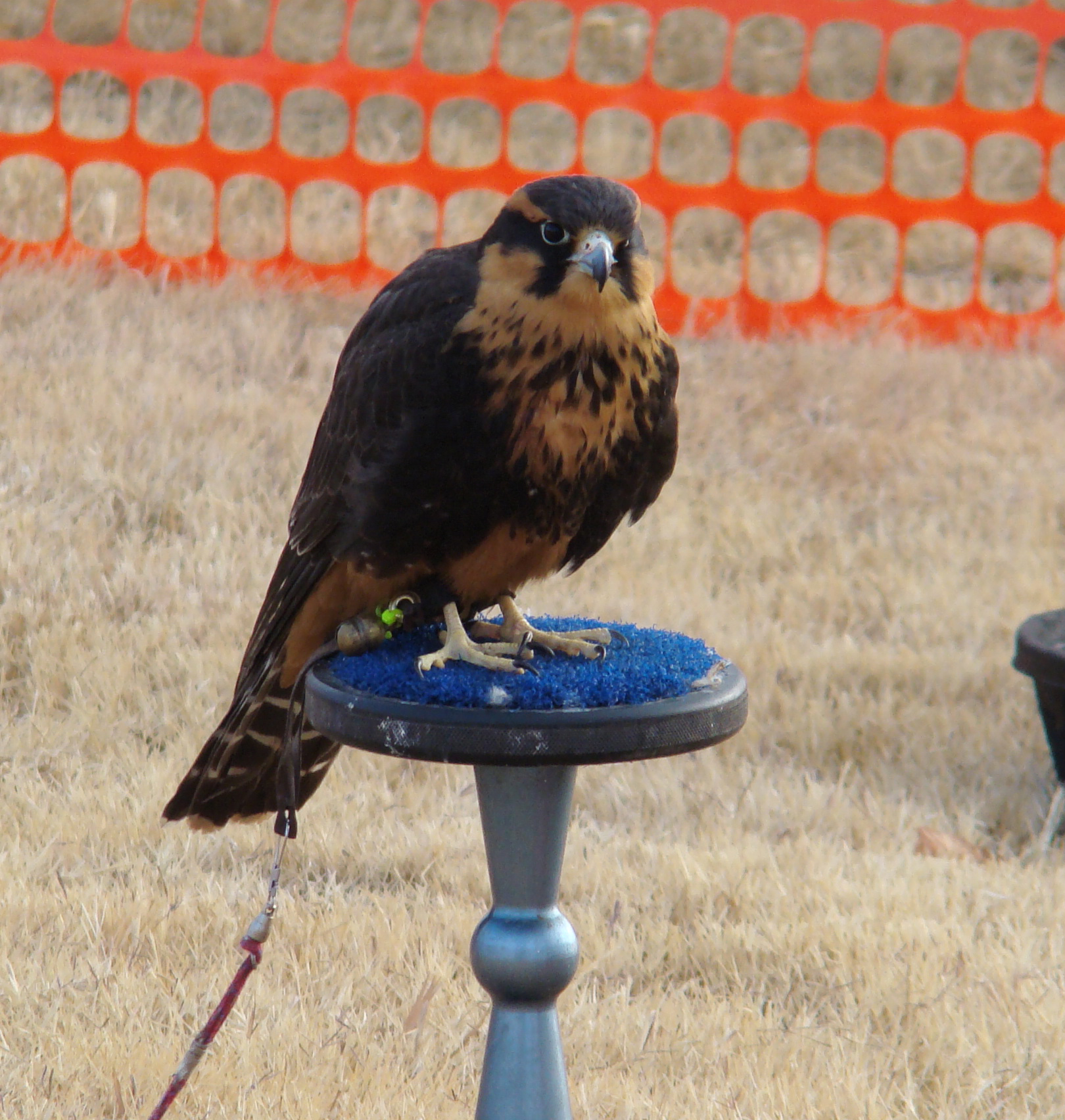
Un falco aplomado addomesticato.

In modo simile allo smeriglio, il falco aplomado cattura in volo piccoli uccelli e quaglie dopo un rapido inseguimento. Per questo motivo è una specie molto apprezzata in falconeria; a causa della sua scarsità negli Stati Uniti, molti falconieri europei sono costretti ad acquistare questi falchi da appositi allevamenti, spendendo fino a 4000 dollari per una coppia. Il falco aplomado è molto apprezzato per il suo stile di caccia simile a quello delle specie del genere Accipiter. La somiglianza con queste specie viene dimostrata anche dalla determinazione con la quale insegue le prede anche in superfici coperte da alberi. Il falco aplomado è l'ideale per catturare quaglie, tortore e, talvolta, scoiattoli o conigli. Sfortunatamente, questa specie è nota per volare via con la preda catturata, allo stesso modo di molti piccoli falchi, invece di attendere l'arrivo del falconiere.